# Brahin (meteoryt)
Brahin – meteoryt żelazno-kamienny należący do pallasytów. Fragmenty tego meteorytu znajdowane są na terenie dzisiejszej Białorusi w rejonie miasta Homel.
Pierwsze meteoryty znaleziono w latach 1809–1810 we wsi Kaporenka, w ówczesnej gminie Jałcza, powiatu rzeczyckiego, guberni mińskiej. Gęstość meteorytu szacowana jest na 5,089 – 6,208 g/cm3, w zależności od zawartości oliwinu w badanych fragmentach. W 1821 roku do Uniwersytetu Wileńskiego trafił fragment o masie 17 kg, a w 1822 o masie 79 kg. W 1911 roku został przekazany do Uniwersytetu Kijowskiego okaz ważący 182 kg, znaleziony we wsi Kruki pod koniec XIX wieku. W 1924 roku wydobyto okaz o wadze 66 kg, który trafił do Akademii Nauk ZSRR. Pod koniec lat trzydziestych XX wieku wydobyto jeszcze dwa meteoryty, które zostały przekazane do Białoruskiej Akademii Nauk. Fragment meteorytu Brahin znajduje się również w kolekcji Olsztyńskiego Planetarium i Obserwatorium Astronomicznego. Teren, na którym były znajdowane meteoryty obejmował obszar 15 × 7 km.